# Vicente Rocafuerte
Vicente Rocafuerte y Bejarano (Guayaquil, 1 de maio de 1783 – Lima, 16 de maio de 1847) foi um político equatoriano. Ocupou o cargo de presidente de seu país entre 8 de agosto de 1835 e 31 de janeiro de 1839.